# Günter Rackwitz
Günter Rackwitz (* 22. Mai 1922 in Schkeuditz; † 29. Januar 1999 in Leipzig) war ein deutscher Maler und Grafiker.

## Leben und Werk
Rackwitz wuchs in einem von antimilitaristischer und antifaschistischer Haltung geprägten naturverbundenen und musikalischen Elternhaus auf. Sein Vater war Kürschner. Der Großvater mütterlicherseits war Holzbildhauer, ein Onkel Musiker im Gewandhausorchester. Der jüngere Bruder von Rackwitz fiel 1941 im Krieg in Nordafrika.
Rackwitz absolvierte von 1936 bis 1939 in Schkeuditz eine Lehre als Dekorationsmaler. Daneben besuchte er Abendkurse an der Meisterschule für Kunsthandwerk in Leipzig, wo er von 1939 bis 1941 studierte. Ab 1941 war er im Kriegseinsatz in der Sowjetunion und in Frankreich. Nach der Rückkehr aus der französischen Kriegsgefangenschaft setzte er von 1948 bis 1950 sein Studium an der Kunstgewerbeschule fort. Von 1950 bis 1952 studiert er bei Max Schwimmer an der Hochschule für Grafik und Buchkunst Leipzig und von 1952 bis 1955 an der Hochschule für Bildende Künste Dresden, u. a. bei Paul Michaelis und Rudolf Bergander. Sein Diplom macht er mit dem Tafelbild „1813“.
Danach arbeitete Rackwitz als freischaffender Maler und Grafiker in Leipzig, das er als seine Heimat sah.
Von 1952 bis 1990 war Rackwitz Mitglied des Verbands Bildender Künstler der DDR. Nach den kulturpolitischen Vorgaben des „Bitterfelder Wegs“ ging er auf der Grundlage von Arbeitsvereinbarungen in das Braunkohlenwerk Deutzen und in das Geithainer Emaillewerk. Die Deutzener Vereinbarung beginnt mit dem Satz: „Die Hauptaufgabe des Künstlers besteht darin, realistischen Kunstwerke zu schaffen.“
In Geithain entdeckte er die gestalterischen Möglichkeiten gebrannten Glases, das er für baugebunden Arbeiten und Arbeiten im öffentlichen Raum nutzte. Seine Tochter sagte: „Er hat hier gern mit den Menschen zusammen gearbeitet. Und für die großen Emaillebilder, die seit den 1970er Jahren entstanden, hat er die Brennöfen des Emaillierwerks genutzt.“
Rackwitz war ein typischer Vertreter des „Sozialistischen Realismus“ in der Malerei der 1960er Jahre. Seine besondere Vorliebe galt der Aquarellmalerei. In Leipzig und im sächsischen und thüringischen Umland schuf er zudem eine Anzahl von baugebundenen Werken.
Bis zuletzt widmete er sich neben seiner künstlerischen Arbeit der kunsterzieherischen Arbeit mit Kindern, Jugendlichen und Erwachsenen. In Leipzig leitete er Zirkel für Malerei. Eine seiner Schülerinnen war die spätere Grafikerin Ursula Jobst. Mit ihr und Dieter Gleisberg rief er 1971 in Altenberg/Thür. das Studio Bildende Kunst im Lindenau-Museum  ins Leben, in dem er bis 1990 Dozent war. Außerdem war er von 1972 bis zur Liquidation des Betriebes 1992 Leiter der Arbeitsgemeinschaft des „bildnerischen Volksschaffens“ im Emaillierwerk Geithain und 1972 bis 1998 im Leipziger Zoo.
Rackwitz war mit dem Kinderbuchautor Werner Lindemann befreundet.
Die Stadt Schkeuditz ehrte Rackwitz 2019 durch die Benennung einer Straße.
Sein Nachlass wird von seiner Tochter Viola Stefan betreut.

## Rezeption
„Sein künstlerisches Medium war vor allem das Aquarell, in dem er seine Liebe zur Heimat und zur Natur am anschaulichsten ausdrücken konnte. Inspiration fand er aber auch auf seinen Reisen nach Russland, Mittelasien, Frankreich, Tschechien, Ungarn, Österreich und Schottland. Immer wieder waren es die Landschaften, die ihn faszinierten und die er in leuchtenden Farben festhielt. Daneben schuf er farbenfrohe figürliche Darstellungen…“

## Museen und öffentliche Sammlungen mit Werken Rackwitz’(unvollständig)
- Altenburg/Thür.: Lindenau-Museum
- Dresden: Sächsischer Kunstfonds[5]

## Werke (Auswahl)

### Tafelbilder
- Marga und Viola (1853, Öl)[6][7]
- Kartoffelernte einer LPG (Öl; auf der Vierten Deutschen Kunstausstellung)[8]

### Baugebundene Kunst
- Wandbilder u. a. an Grundschulen in Leipzig und Altenburg/Thüringen und im Foyer des Rathauses Schkeuditz
- Sonnenuhren im Stadtraum von Geithain, im Forschungsinstitut für Landwirtschaft Böhlitz-Ehrenberg und an der Grundschule Großdeuben (Emailletafeln)

## Ausstellungen (unvollständig)

### Einzelausstellungen
- 1965 Altenburg, Lindenau-Museum
- 1983 Brandenburg, Galerie in der Steinstraße (Aquarelle)
- 1989/1990 Altenburg, Lindenau-Museum (mit Johannes Burkhardt und Ursula Jobst)

#### Postum
- 2006 Leipzig, Gutenberggalerie
- 2007 Leipzig, Rathaus-Foyer Naunhof
- 2010 Bienitz, Kurhaus
- 2011/2012 Bad Schmiedeberg, Kurmittelhaus Atrium
- 2012 Leipzig, Rathaussaal Leipzig-Wiederitzsch
- 2013 Zwenkau, Lehmhausgalerie
- 2013 Leipzig, Stadtarchiv („Leipziger Landschaften“)
- 2017 Naunhof, Galerie Kugel
- 2017 Zwenkau, Lehmhaus-Galerie
- 2018 Schkeuditz, art-Kapella Schkeuditz
- 2018 Geithain, Stadtbibliothek
- 2019 Geithain, Stadtbibliothek („Familienbande – Malerei und Grafik von Günter Rackwitz und Viola Stefan“)

### Teilnahme an zentralen und wichtigen regionalen Ausstellungen in der DDR
- 1956 bis 1979: Leipzig, sieben Bezirkskunstausstellungen
- 1958: Dresden, IV. Deutsche Kunstausstellung
- 1977: Altenburg/Thüringen, Lindenau-Museum („Zeichnung im Bezirk Leipzig“)